# Anigraeopsis subalbiplaga
Anigraeopsis subalbiplaga är en fjärilsart som beskrevs av W. Warren 1914. Anigraeopsis subalbiplaga ingår i släktet Anigraeopsis och familjen nattflyn. Inga underarter finns listade i Catalogue of Life.